# Auberville-la-Manuel
Auberville-la-Manuel is een gemeente in het Franse departement Seine-Maritime (regio Normandië) en telt 103 inwoners (1999). De plaats maakt deel uit van het arrondissement Dieppe.

## Geografie
De oppervlakte van Auberville-la-Manuel bedraagt 3,0 km², de bevolkingsdichtheid is 34,3 inwoners per km².
De onderstaande kaart toont de ligging van Auberville-la-Manuel met de belangrijkste infrastructuur en aangrenzende gemeenten.

## Demografie
Onderstaande figuur toont het verloop van het inwonertal (bron: INSEE-tellingen).